# فتى الكاراتيه
فتى الكاراتيه (بالإنجليزية: The Karate Kid)‏ ، هو فيلم أمريكي من نوع تعلم الفنون القتالية، من بطولة نوريوكي موريتا، أنتج عام 1984م.

## القصة
في عام 1984، انتقل دانيال لارسو البالغ من العمر 17 عامًا ووالدته لوسيل من نيوآرك (نيو جيرسي)، إلى ريسيدا، لوس أنجلوس، كاليفورنيا. العامل الماهر في شقتهم غريب الأطوار، لكنه مهاجر لطيف ومتواضع من أوكيناوا يدعى السيد مياجي.
صداقة دانيال مع علي ميلز، مشجع في المدرسة الثانوية، مما يلفت انتباه صديقها السابق المتغطرس جوني لورانس، الحزام الأسود والطالب الأول من دوجو «كوبرا كاي»، حيث يدرس شكلاً شرسًا للكاراتيه. جوني وعصابته كوبرا كاي يتنمرون باستمرار على دانيال. في عيد الهالوين، بعد أن قام دانيال برش الماء على جوني بخرطوم، قام هو وعصابته بملاحقة دانيال في الشارع وضربوه بوحشية، حتى تدخل السيد مياجي وهزمهم بمفرده بسهولة. مندهشا، دانيال يطلب من السيد مياجي أن يعلمه الكاراتيه. يرفض مياجي لكنه يوافق على إحضار دانيال إلى كوبرا كاي دوجو لحل النزاع. يجتمعون مع سنسي، چون كريس، أحد قدامى المحاربين السابقين في القوات الخاصة في فيتنام والذي يرفض بشدة عرض السلام. يقترح مياجي بعد ذلك أن يشارك دانيال في بطولة كل الوادي للكاراتيه، حيث يمكنه التنافس مع چوني وطلاب كوبرا كاي الآخرين بشروط متساوية، ويطلب وقف التنمر أثناء تدريب Daniel. يوافق كريس على الشروط لكنه يحذر من أنه إذا لم يظهر دانيال في البطولة، فستستمر المضايقات لكل من دانيال ومياجي.
يبدأ تدريب دانيال بأيام من الأعمال الروتينية الوضيعة التي يعتقد أنها لا تؤدي إلا إلى جعله موظفًا غير مدفوع الأجر في مياجي. عندما يشعر بالإحباط، يوضح مياجي أن تكرار هذه الأعمال المنزلية قد ساعده على تعلم الكتل الدفاعية من خلال ذاكرة العضلات. تتطور رباطهم، ويفتح مياجي لدانيال عن حياته التي تشمل الخسارة المزدوجة لزوجته وابنه أثناء الولادة في معسكر اعتقال مانزانار أثناء خدمته مع فوج المشاة 442 خلال الحرب العالمية الثانية في أوروبا، حيث حصل على ميدالية الشرف. من خلال تعليم السيد مياجي، لا يتعلم دانيال الكاراتيه فحسب، بل يتعلم أيضًا دروسًا مهمة في الحياة مثل أهمية التوازن الشخصي، وهو ما ينعكس في المبدأ القائل بأن تدريب فنون الدفاع عن النفس يتعلق بتدريب الروح بقدر ما يتعلق بالجسد. يطبق دانيال دروس الحياة التي علمها مياجي لتقوية علاقته بعلي. في عيد ميلاد دانيال الثامن عشر، قدم له مياجي كاراتيه جي للبطولة وإحدى سياراته كهدايا عيد ميلاد.
في البطولة، يفاجئ دانيال الجميع بالوصول إلى نصف النهائي. يتأهل جوني إلى النهائيات، وسجل ثلاث نقاط دون إجابة ضد داريل فيدال. يرشد كريس ثاني أفضل تلميذه، بوبي براون، وهو أحد طلابه الأكثر تعاطفًا وأقل معذبي دانيال شراسة، لتعطيل دانيال بهجوم غير قانوني على الركبة. قام بوبي بذلك على مضض، مما أدى إلى إصابة دانيال بجروح خطيرة واستبعاد نفسه في هذه العملية. يُنقل دانيال إلى غرفة خلع الملابس، حيث يقرر الطبيب أنه لا يمكنه الاستمرار. ومع ذلك، يعتقد دانيال أنه إذا استقال، فإن معذبيه سيحصلون على أفضل ما لديه. يقنع مياجي باستخدام تقنية تخفيف الألم للسماح له بالاستمرار. نظرًا لأن جوني على وشك الإعلان عن فوزه افتراضيًا، يعود دانيال للقتال. المباراة هي معركة متأرجحة، حيث لا يستطيع أي منهما اختراق دفاع الآخر.
توقفت المباراة عندما استخدم دانيال تقنية الساق المقصية لرحلة جوني، وتوجيه ضربة في مؤخرة رأسه وإصابة جوني بنزيف في الأنف. يوجه كريس جوني لمسح ساق دانيال المصابة - وهي خطوة غير أخلاقية. يبدو جوني مرعوبًا من الأمر لكنه يوافق على مضض. مع استئناف المباراة وتعادل النتيجة 2-2، استولى جوني على ساق دانيال وأصابه بمرفق شرير، مما تسبب في مزيد من الضرر. يقف دانيال بصعوبة، ويتخذ موقف «كرين»، وهي تقنية لاحظ أن السيد مياجي يؤديه على الشاطئ. جوني يندفع نحو دانيال، الذي يقفز وينفذ ركلة أمامية على وجه جوني، ويسجل نقطة الفوز بالبطولة. جوني، بعد أن اكتسب احترامًا جديدًا لخصمه، قدم الكأس إلى دانيال نفسه، بينما كان دانيال ينقله حشد متحمس.

## الممثلون
- رالف ماتشيو في دور دانيال لارسو
- بات موريتا في دور السيد مياجي
- إليزابيث شو في دور علي ميلز
- مارتن كوف في دور جون كريس
- راندي هيلر في دور لوسيل لارسو
- وليام زابكا بدور جوني لورانس
- تشاد ماكوين في دور هولندي
- رون توماس في دور بوبي براون
- روب جاريسون في دور تومي
- توني أوديل في دور جيمي

## قائمة المسار للموسيقى التصويرية 1984
«لحظة الحقيقة» (الناجي)
«(بوب بوب) أون ذا بيتش» (المغازل، جان ودين)
«لا مأوى» (حافة مكسورة)
"Young Hearts" (المسافر)
«(يستغرق) اثنين إلى Tango» (بول ديفيس)
"Tough Love" (شاندي)
"Rhythm Man" (سانت ريجيس)
«اشعر بالليل» (باكستر روبرتسون)
«الرغبة» (عصابة الأربعة)
«أنت الأفضل» (جو إسبوزيتو)

## وصلات خارجية
- The Karate Kid at Fast Rewind
- فتى الكاراتيه على موقع IMDb (الإنجليزية)
- فتى الكاراتيه على موقع ميتاكريتيك (الإنجليزية)
- فتى الكاراتيه على موقع الموسوعة البريطانية (الإنجليزية)
- فتى الكاراتيه على موقع روتن توميتوز (الإنجليزية)
- فتى الكاراتيه على موقع نتفليكس (الإنجليزية)
- فتى الكاراتيه على موقع ألو سيني (الفرنسية)
- فتى الكاراتيه على موقع Turner Classic Movies (الإنجليزية)
- فتى الكاراتيه على موقع أول موفي (الإنجليزية)
- فتى الكاراتيه على موقع بوكس أوفيس موجو (الإنجليزية)
- فتى الكاراتيه على موقع فيلمافينيتي (الإسبانية)